# Jan Habsburský
Jan Habsburský (10. května 1290 – 13. prosince 1312/1313) nebo také Jan Parricida (vrah příbuzných) byl synem rakouského vévody Rudolfa II. a Anežky Přemyslovny.

## Život
Jan vyrůstal ve Švábsku a na pražském dvoře strýce Václava II. Roku 1306 neúspěšně aspiroval na uvolněný český trůn. 1. května 1308 Jan využil společně se svými společníky (Rudolf z Balmu, Walter z Eschenbachu a Rudolf z Wartu) strýcova přechodu řeky Reussy a zavraždil ho. 

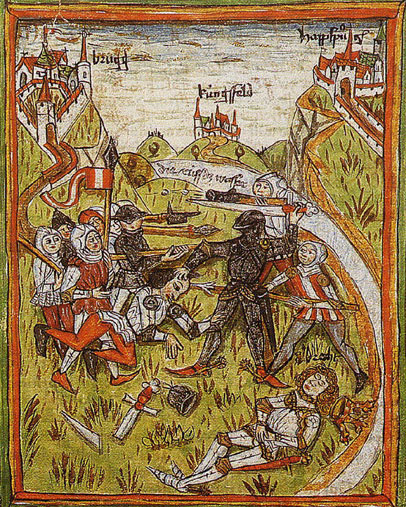
Vražda Albrechta I. Habsburského

Strýc, římský král Albrecht I. Habsburský Janovi odpíral dědictví po otci (z tohoto důvodu se Janovi přezdívalo kníže bezzemek) a ještě se mu vysmíval. Osmnáctiletý mladík to zřejmě již nebyl schopen dále snášet a uchýlil se k vraždě, v níž ho podpořili i jmenovaní švábští šlechtici.
| „                       | Tento Jan totiž, protože byl dědicem Rakous a dostal údělem tolik práva a spravedlnosti jako synové krále Albrechta, jiný však držel jeho panství a sám neměl nic, často upomínal krále, svého strýce, o svou zemi, a protože upomínání bylo bezvýsledné, řídě se zlou radou, spáchal zločin vraždy a sám se z toho nijak neobohatil... | “ |
| — (Zbraslavská kronika) | |   |

Celá skupinka spiklenců se stala psanci. Nový římský král Jindřich VII. Lucemburský Jana za tento čin uvrhl do říšské klatby. Před pomstou Albrechtových synů utekl Jan do Itálie, kde se snad stal v Pise augustiniánským mnichem a setkal se s Jindřichem VII. Lucemburským. Odpuštěno mu nebylo. Zemřel roku 1312 či 1313 v Pise a je pohřben v kostele sv. Mikuláše.
Jan Parricida hraje malou, ale důležitou roli ve Vilému Tellovi Fridricha Schillera. Ve druhé scéně pátého dějství přichází do Tellova domu a žádá ho o pomoc. Tak jako Vilém má nepřátele, Tell ovšem v Janovi vidí jenom vraha. Nakonec mu přece pomůže: poradí mu cestu do Itálie, kde může prosit papeže o odpuštění.